# Гребля Саф-Саф
Гребля Саф-Саф — гідротехнічна споруда на північному сході Алжиру, неподалік від кордону з Тунісом.
Греблю спорудили в 2006—2011 роках у південній частині гір Орес для використання ресурсів уедів Саф-Саф та Ель-Уессра (El Ouessra), що належать до басейну безстічної котловини поблизу туніського міста Гафса, в якій лежить солоне озеро Sebkhet el Guettar (можливо відзначити, що в приморському регіоні Алжиру є уед Саф-Саф із греблею Зардезас). Водозбірний басейн вище від споруди становить 1348 км2, а її призначенням є водопостачання та іригація.
У межах проєкту долину уеду перекрили насипною греблею з водонепроникним облицюванням заввишки 34 метри, довжиною 280 метрів та шириною по гребеню 7 метрів. Висота гребеню споруди перебуває на позначці 876,6 метра НРМ. До комплексу входить водоскид, розрахований на перепуск під час повені до 3300 м3/с.
Гребля утворила водосховище об'ємом 18,5 млн м3, з яких 14,8 млн м3 належать до корисного об'єму. При нормальному рівні на позначці 868,5 метра НРМ (у період повені рівень води може досягати 874,4 метра НРМ) площа водойми становить 3,2 км2. Через замулення водосховище щорічно має втрачати 0,16 млн м3 об'єму.